# Pinette Provincial Park
Pinette Provincial Park är en park i Kanada.   Den ligger i provinsen Prince Edward Island, i den östra delen av landet, 1 000 km öster om huvudstaden Ottawa. Pinette Provincial Park ligger 14 meter över havet.
Terrängen runt Pinette Provincial Park är platt. Havet är nära Pinette Provincial Park åt sydväst. Runt Pinette Provincial Park är det mycket glesbefolkat, med 7 invånare per kvadratkilometer.. Närmaste större samhälle är Belfast, 4,5 km nordost om Pinette Provincial Park. 
Omgivningarna runt Pinette Provincial Park är en mosaik av jordbruksmark och naturlig växtlighet.